# Странное чувство
«Странное чувство» (исп. Me siento extraña) — фильм 1977 года режиссёра Энрике Марти Македа. Первый фильм испанского мейнстримного кинематографа, показывающий лесбийские отношения. Снятый всего лишь через два года после смерти Франсиско Франко, фильм вызвал волну критики. Одна из исполнительниц главных ролей Росио Дуркаль сожалела о своём участии в картине и не присутствовала на премьере, после этого фильма она больше не снималась. Её партнёрша Барбара Рей, наоборот, гордилась своей ролью, несмотря на жёсткую критику, которой подверглась. В 2010 году за участие в фильме Барбара получила почётный приз IV ЛГБТ-фестиваля в Андалусии.

## Сюжет
Лаура, молодая пианистка, приезжает к своей подруге. Сложные отношения в семье вынуждают её искать новое места для жилья. Подруга знакомит её с Мартой, известной певицей. Марта решает вместе с Лаурой написать несколько песен. Они начинают жить вместе в доме Марты. Как визиты мужа и отца Лауры, так и внимание соседей Марты к их жизни приносят женщинам лишь проблемы. В конце концов, они понимают, что любят друг друга.

## Актёрский состав
| В ролях           |  | Персонаж |
| ----------------- |  | -------- |
| Росио Дуркаль     |  | Лаура    |
| Барбара Рей       |  | Марта    |
| Франсиско Альгора |  | Лусио    |